# Skopje
Skopje (pronunție în română [ˈskopje], „Scó-pie”; arhaic în română Scopia, iar în turcă Üsküp) este capitala Macedoniei de Nord. Orașul este centrul politic, economic și cultural al Macedoniei de Nord și un centru important în prelucrarea metalului, industria chimică, textilă și a pielii. Dezvoltarea industrială a fost însoțită de o dezvoltare intensivă a comerțului și sistemului bancar intern și extern, precum și a activitățiilor sportive și culturale. Teritoriul orașului a fost populat încă din anii 4000 î.Hr.; rămășitele unei așezări din neolitic fiind găsite în Cetatea Skopje.
Skopje este situată pe cursul superior al râului Vardar și este localizat pe o rută importantă din Balcani între Belgrad și Atena. Potrivit ultimului recensământ oficial din 2002, Skopje are o populație de 506.926 locuitori; în conformitate cu două estimări neoficiale pentru perioada mai recentă, orașul are o populație de 668.518 de oameni sau aprox. 491.000 de locuitori.

## Istorie

### Origini
Se presupune că primii oameni care au populat orașul au trăit în jurul locului unde astăzi se află Cetatea Skopje. Cele mai vechi vestigii ale ocupației umane datează încă din epoca cuprului (Mileniul al IV-lea î.Hr.). Denumirea Scupi are semnificația de colibă, bordei, obor.
Cu toate că orașul a fost unul important, el a simțit un declin în epoca de bronz. Cercetările arheologice sugerează că așezarea a aparținut întotdeauna aceleiași culturi, care a evoluat progresiv datorită contactului cu, culturile balcanice și dunărene și mai apoi cu cea din apropierea Mării Egee. Localitatea, în cele din urmă, a dispărut în timpul epocii de fier când a apărut Scupi. Scupi a fost la origine o așezare iliriană, fondată în mileniul I î.Hr., dar mai apoi a devenit un oraș dardanian. Ea a fost localizată pe dealul Zajčev, 5 km la vest de cetate. Fiind situată în centrul Peninsulei Balcanice și pe drumul dintre Dunăre și Marea Egee, a fost o localitate prosperă, deși istoria ei nu este bine cunoscută.

### Imperiul Roman
Skopje și regiunea din jurul său a devenit parte a Regatului Macedoniei în 335 î.Hr., când Alexandru cel Mare și-a extins posesiunile până la Dunăre. După moartea lui, Macedonia a decăzut și a fost amenințată de către Imperiul Roman. Dardanii, care au trăit pe teritoriul actual cunoscut sub denumirea Kosovo, au invadat regiunea din jurul lui Skopje în secolul al III-lea î.Hr.. Macedonia și Dardania au fost în cele din urmă anexate de romani în 148 î.Hr. Scupi a făcut parte din provincia romană Macedonia, iar ulterior, în secolul I d.Hr. a devenit un teritoriu din provincia Moesia.
În anul 11 sau 13 d.Hr., în Scupi s-a stabilit o garnizoană romană. Prima referire istorică asupra orașului a fost făcută de către Titus Livius, care a murit în anul 17 d.Hr.. Scupi a servit în primul rând ca bază militară pentru menținerea păcii în regiune. Din cauza diversității etnice a populației, limba latină a fost principala limbă vorbită în oraș, în pofida faptului că greaca veche era vorbită în cea mai mare parte a Moesiei și în orașele macedonene.
În 395 d.Hr., în urma divizării Imperiului Roman, Scupi a devenit o parte din Imperiul Roman de Răsărit.

### Țaratul Bulgar
Skopje a fost a treia capitală a Țaratului Bulgar (972-992).

## Administrare
Fiind capitala și cel mai mare oraș din Republica Macedonia de Nord, Skopje se bucură de un statut special acordat prin lege. Ultima revizuire a statutului său a fost făcută în anul 2004. De atunci, orașul Skopje a fost împărțit în 10 municipalități care au toate un consiliu și un primar, la fel precum toate municipalitățile Macedoniei de Nord. Municipalitățile se ocupă numai de aspectele specifice de pe teritoriul lor, precum și orașul Skopje se ocupă cu probleme care le privesc pe toate, sau care nu pot fi împărțite între două sau mai multe municipalități.

### Municipalități
Pentru prima dată Skopje a fost împărțit în unități administrative în 1945, primele municipalități fiind create în 1976. La început au fost doar 5: Centar, Čair, Karpoš, Gazi Baba și Kisela Voda. După ce Republica Macedonia de Nord și-a obținut independența, puterea a fost centralizată și municipalitățile au pierdut o mare parte din competențele lor. O lege din 1996 le-a restaurat și a mai creat două municipalități noi: Gjorče Petrov și Šuto Orizari. După insurgență între rebelii albanezi și forțele macedonene din 2001, a fost adoptată o nouă lege în 2004 pentru a încorpora Municipalitatea Saraj în Skopje. Saraj este în mare parte locuit de albanezi, de atunci, albanezii reprezintă aproximativ 20% din populația orașului. Astfel albaneza a devenit a doua limbă oficială a administrației orașului, fapt care a fost o revendicare a rebelilor albanezi. În același an, Municipalitatea Aerodrom s-a separat de la Kisela Voda și Municipalitatea Butel de la Čair.
Municipalitățile sunt administrate de un consiliu format din 23 de membri aleși pe un termen de 4 ani. Ele au, de asemenea, un primar.
| \| \| Denumire \| Mărime (km2)[16] \| Populație 2002[17] \| Estimare populație 2011[18][19] \| \| -- \| ---------------------------- \| ---------------- \| ------------------ \| ------------------------------- \| \| 3 \| Aerodrom (Аеродром) \| 20 \| 72.009 \| - \| \| 6 \| Butel (Бутел) \| 54,79 \| 36.144 \| - \| \| 1 \| Centar (Центар) \| 7,52 \| 45.412 \| - \| \| 4 \| Čair (Чаир) \| 3,52 \| 64.773 \| - \| \| 2 \| Gazi Baba (Гази Баба) \| 110,86 \| 72.617 \| 75.893 \| \| 9 \| Gjorče Petrov (Ѓорче Петров) \| 66,93 \| 41.634 \| 41.915 \| \| 8 \| Karpoš (Карпош) \| 35,21 \| 59.666 \| 60.363 \| \| 5 \| Kisela Voda (Кисела Вода) \| 34,24 \| 57.236 \| - \| \| 10 \| Saraj (Сарај) \| 229,06 \| 35.408 \| 38.884 \| \| 7 \| Šuto Orizari (Шуто Оризари) \| 7,48 \| 22.017 \| - \| \| \| Skopje \| 571,46 \| 506.926 \| - \| |                              |              |                |                         |
| | Denumire                     | Mărime (km2) | Populație 2002 | Estimare populație 2011 |
| 3 | Aerodrom (Аеродром)          | 20           | 72.009         | -                       |
| 6 | Butel (Бутел)                | 54,79        | 36.144         | -                       |
| 1 | Centar (Центар)              | 7,52         | 45.412         | -                       |
| 4 | Čair (Чаир)                  | 3,52         | 64.773         | -                       |
| 2 | Gazi Baba (Гази Баба)        | 110,86       | 72.617         | 75.893                  |
| 9 | Gjorče Petrov (Ѓорче Петров) | 66,93        | 41.634         | 41.915                  |
| 8 | Karpoš (Карпош)              | 35,21        | 59.666         | 60.363                  |
| 5 | Kisela Voda (Кисела Вода)    | 34,24        | 57.236         | -                       |
| 10 | Saraj (Сарај)                | 229,06       | 35.408         | 38.884                  |
| 7 | Šuto Orizari (Шуто Оризари)  | 7,48         | 22.017         | -                       |
| | Skopje                       | 571,46       | 506.926        | -                       |

## Demografie

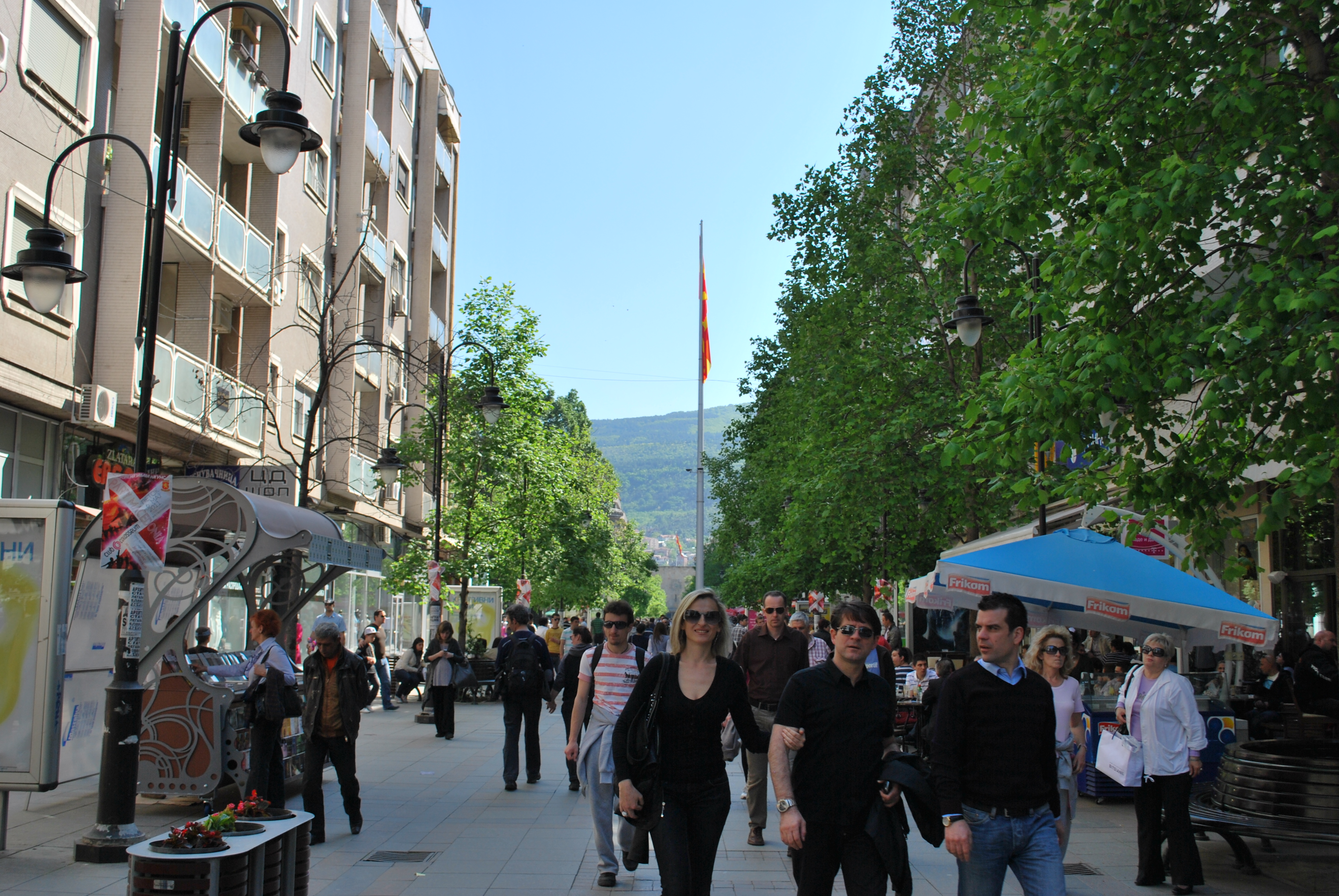
Macedonenii pe strada Macedonia, principala stradă a orașului.

Skopje are 506.926 de locuitorii, în limitele sale administrative conform datelor pentru 2002. Conform unei estimări din 2006, în oraș în limitele sale administrative sunt 668.518 de locuitori. În Skopje se concentrează o treime din populația Macedoniei de Nord, celelate orașe nord-macedoniene fiind mult mai mici. Al doilea cel mai populat punct, Kumanovo, a avut 107.632 de locuitori în 2011.
Înainte de războaiele austro-otomane și incendierea din 1689, Skopje a fost unul dintre cele mai mari orașe din Balcani, cu o populație estimată între 30.000 și 60.000 de locuitori. După incendiu, a cunoscut o lungă perioadă de declin și a avut numai 10.000 de locuitori în 1836. Cu toate acestea, populația a început să crească din nou după 1850 și a ajuns la 32.000 în 1905. În secolul al XX-lea, Skopje a fost unul dintre orașele cu cea mai rapidă creșterea populației din Iugoslavia, ajungând până la 448.200 de locuitori în 1971. De atunci, creșterea demografică a continuat într-un ritm constant.
| An        | 1921   | 1931   | 1948   | 1953    | 1961    | 1971    | 1981    | 1991    | 2002    |
| --------- | ------ | ------ | ------ | ------- | ------- | ------- | ------- | ------- | ------- |
| Populație | 41.000 | 68.880 | 88.355 | 120.130 | 166.870 | 314.552 | 448.200 | 444.760 | 506.926 |

### Grupuri etnice
Skopje, precum și Republica Macedonia de Nord în ansamblu, se caracterizează printr-o mare diversitate etnică. Orașul este situat într-o regiune în care au fost prezenți etnicii albanezi, macedoneni, romani, turci, evrei și sârbi de-a lungul istoriei. Până în secolul al XIX-lea Skopje a fost în principal un oraș musulman, până când un număr mare de creștini au început să se stabilească acolo. Conform recensământului din 2002, macedonenii au fost cel mai mare grup etnic din Skopje, cu 338.358 de locuitori, sau 66,75% din populație. Ei sunt urmați de albanezi, care numără 103.891 de locuitori (20.49%), 23.475 de romi (4.63%), sârbi (14.298), turci (8.595), bosniaci (7.585) și aromâni (2.557), iar 8.167 oamenii nu aparțin nici uneia dintre aceste grupuri etnice.

## Relații internaționale

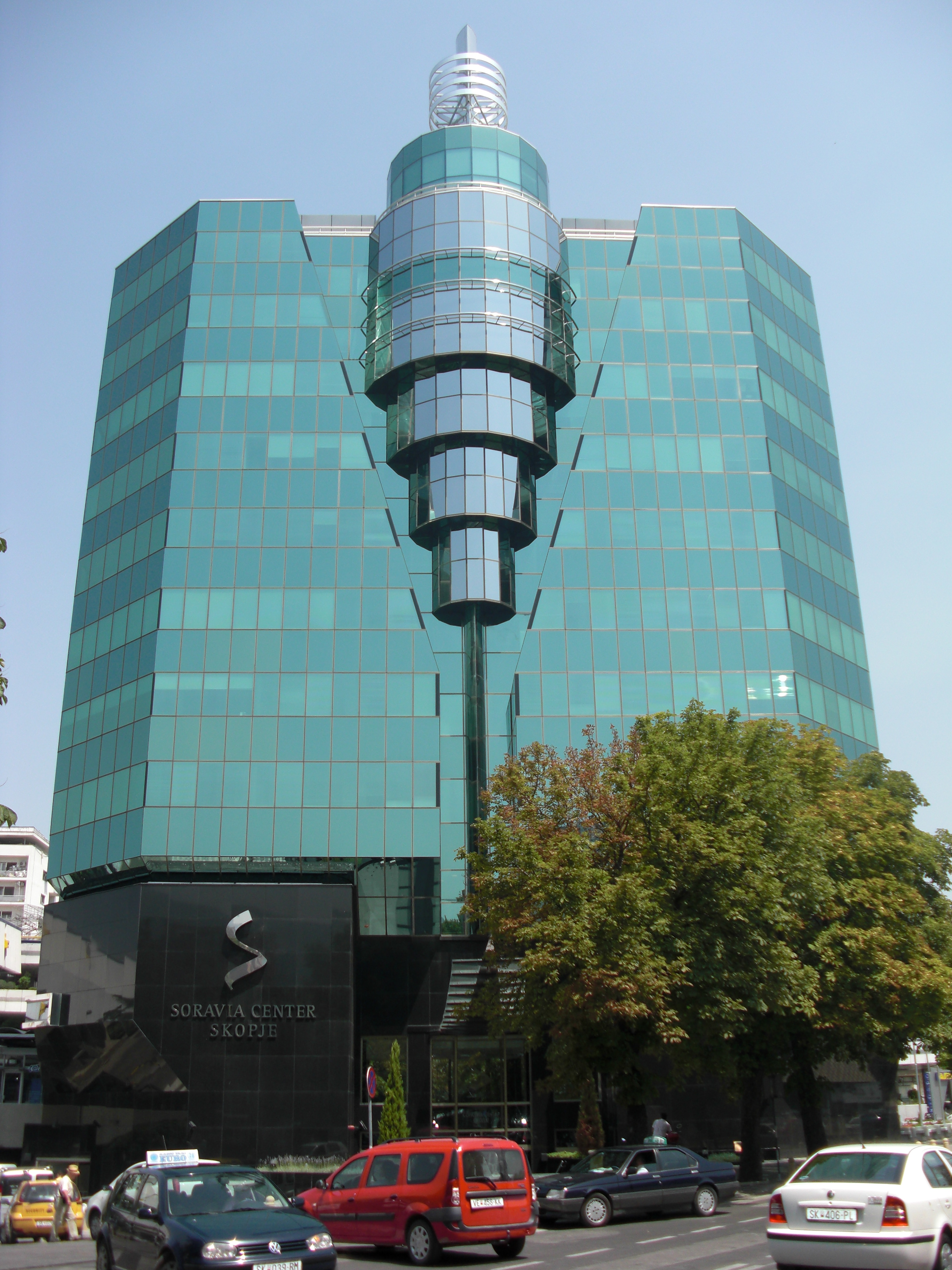
Soravia City Center

### Orașe înfrățite
Skopje este un oraș înfrățit cu:
| - Bradford, Regatul Unit, (1961) - Dijon, Franța, (1961) - Dresden, Germania, (1967) - Tempe, Arizona, SUA, (1971) - Roubaix, Franța, (1973) - Waremme, Belgia, (1974) - Nürnberg, Germania, (1982) - Nanchang, China, (1984) - Manisa, Turcia, (since 1985) | - Suez, Egipt, (1985) - Pittsburgh, SUA, (2002) - Angoulême, Franța, (2002) - Istanbul, Turcia, (2003) - Ljubljana, Slovenia, (2007) - Podgorica, Muntenegru, (2007) - Zaragoza, Spania (2008) - Zagreb, Croația (2011) - Belgrad, Serbia, (2012) |

### Parteneriat
| - Ankara, Turcia, (1995) - Pula, Croația - Sarajevo, Bosnia și Herțegovina, (2007) |

## Personalități
- Iustinian I (482 - 565), împărat bizantin, s-a născut la Scupi;
- Constantin Tih, țar bulgar în perioada 1257 - 1277;
- Marco Bandini (1595-1650), călugăr franciscan, arhiepiscop;
- Maica Tereza (1910-1997), laureată a Premiului Nobel pentru Pace;
- Nevena Georgieva (1925-1942), luptătoare în cel de-al Doilea Război Mondial;
- Nikola Dimitrov (n. 1972), om politic;
- Slavcio Coviloski (n. 1978), scriitor;
- Ana Colovic Lesoska (n. 1980), biolog;
- Biljana Crvenkoska (n. 1983), handbalistă;
- Dario Ivanovski (n. 1997), atlet.